# لفظ منحوت
النحت في اللغة، توليد كلمة جديدة بتركيب اثنتين على الأقل.

## تاريخ النحت في العربية
أول من طرق باب النحت الخليل بن أحمد حين عرفه وسماه «النحت». ومثل له، ووصف منه نوعين. فكتب في معجم العين
| لفظ منحوت | وقد أكثرت من الحيعلة؛ أي من قولك: حيَّ على، وهذا يشبه قولهم: تعبشمَ الرجلُ وتعبقسَ، ورجل عبشميّ: إذا كان من عبد شمس أو من عبد قيس، فأخذوا من كلمتين واشتقوا فعلاً… فهذا من النحت | لفظ منحوت |

وعرفه كذلك أئمة اللغة والنحو كسيبويه في كتابه حين كتب: 
كما ورد عند الشعار كعمر بن أبي ربيعة في قوله:
ومن الشواهد في الشعر النبطي رد الشاعر لافي الحربي على الملك فيصل:
ومن أقوال العرب قولهم فلان كثير المشألة أي يكثر من قول ما شاء الله. ومن الأمثلة «جلمود» الواردة في شعر امرئ القيس نحتت من جلد وجمد.أما عند المتأخرى ن

## بين النحت والتركيب
يختلف النحت عن التركيب المزجي في أن التركيب يحتفظ بالعناصر المكونة له دون نقصان على حين أن الكلمات المنحوتة تُصهَر في بعضها البعض.
لاسلكي وبرمائي من أمثلة التركيب المزجي لاحتفاظها بمركباتها دون نقصان
زمكان من أمثلة النحت لانصهار كلمتي الزمان والمكان في كلمة واحدة.كذلك كهروطيسية منحوتة من كهرباء ومغناطيسية

## ضروب النحت
للنحت ثلاثة ضروب في اللغة العربية:
1. النحت النسبي: مثل عبشمي (للنسبة إلى عبد شمس)، عبدلي (للنسبة إلى من اسمه عبد الله)، بهشمي (إلى بني هاشم) وقد ينسب إلى البلدان مثل طبرخزيّ (إلى طبرستان وخوارزم.
2. النحت الفعلي: ينحت من الفعل كبسمل (قال بسم الله الرحمن الرحيم) وسبحل (سبحان الله) وحوقل (لا حول ولا قوة إلا بالله).ومصادرها البسملة والسبحلة والحوقلة.
3. النحت الاسمي (الوصفي): وينحت من اسم وصفة مثل جلمود (جمد وجلد) وافرنقعوا (فرق وفقع).

واستحدث اللغويون المعاصرون نحتا جديدا لم تعرفه العربية من قبل وهو النحت الجاد لمواكبة المصطلحات العلمية الحديثة.وتحمس له أحمد فارس الشدياق وإسماعيل مظهر ومنير البعلبكي وساطع الحصري وهو على أربعة وجوه.
1. نحت السوابق: مثل فوبنفسجي (فوق بنفسجي)، ثلضلعي (ثلاثي أضلاع)، يزغنط (يزيل المغنطة)، ينزكر (ينزع الكربون).فوطبيعي (خارق للطبيعة), بَيْسِنّي (بين الأسنان).
2. نحت اللواحق: مثل صلـ (استئصال) وقطـ (قطع) ووجـ (وجع) وفتـ (فتح) فتصبح مثلا في سياق الكلية: صلكل (استئصل الكلية) ووجعل (وجع الكلية) وفتكل (فتح الكلية) وقطكل (قطع الكلية) وهلم جرا.
3. نحت المركبات: هزجد (هزل جد) وزمكان (زمان مكان) وبرماجي (بر بحر جو),السَّرْنمة، الكُرَيْضة (الكريّة البيضاء), قَبْتاريخيّ (قبل التاريخ).
4. نحت المقادير: مثل عَشرل (عشر ألتار) وعَشرم (عشر أمتار) وعَشرغ (عشر غرامات) بالفتح، أما بالضم عُشرل (عشر اللتر) عُشرم (عشر المتر).

هناك أيضا:
1. النحت الإستهلالي:(إف إم) (الناتو) (وفا) (واس) (سبا) (حركة حماس) (حركة أمل).

وقد استجد في العربية كذلك نحت التهكم ومن أمثلته ما قاله أنور الجندي في وصف مريدي طه حسين حيث دعاهم «طحاسنة» وكتاب توفيق الحكيم «مسرواية» (مسرحية رواية) وفصعمية (فصيح عامية) ومتشائل (متفائل متشائم).وقال أبو منصور الأزهري فلان يبرقل علينا أي يعد ولا يفعل والبرقلة من برق وقال.

## أمثلة

### في العربية
زمكان-كهرطيسية-كهرمائية-بسملة-حوقلة-سبحلة-قَبْتاريخيّ.

### فيالأردوية
- كلمة اَفْراتَفْری منحوتة من كلمتي الإفراط والتفريط العربيتين، بمعنى الالتباس والوقوع في الفتن.[4]

## وصلات خارجية
- محمد بلاسي. النحت في اللغة العربية
- رفعت هزيم. النحت في العربية قديما وحديثا